# Na przystanku PKS-u
Na przystanku PKS-u – piosenka Jana Krzysztofa Kelusa z 1981 roku. 

## Charakterystyka i treść
W utworze autor (utożsamiany z podmiotem lirycznym) podjął próbę dokonania wyboru priorytetów wobec rozdarcia wewnętrznego, na jakie narażony był bard w rządzonej przez komunistów Polsce współczesnej autorowi. Zamiast wygodnej egzystencji obok głównego nurtu zdarzeń, wybiera aktywny udział w niełatwym życiu społecznym. Emigrację wewnętrzną, dystansowanie się od problemów określa jako ucieczkę od odpowiedzialności. W słowach „śpiewać głosem pokolenia, czy też śpiewać dla najbliższych?” daje wyraz pytaniu o sens publicznego występowania, którym Kelus (w odróżnieniu np. od Jacka Kaczmarskiego, czy Jacka Kleyffa) się nie trudnił, rozpowszechniając swoją twórczość na kasetach magnetofonowych. Kładł nacisk na budowanie wspólnoty między ludźmi i tworzenie przeciwwagi dla kultury masowej. Nie postrzega siebie zdecydowanie jako "krzyczącego" buntownika, ale raczej osobę intymnie "szepczącą" („raz próbując coś wykrzyczeć, raz próbując coś wyszeptać…”). W słowach „bez debitu i bez beatu, na tych samych czterech taktach, na akordach wciąż tych samych” formułuje swoje artystyczne credo – postrzeganie muzyki jako czynnika drugorzędnego względem przekazu treściowego utworów. Nie wymaga od siebie wielkich, artystycznych zdolności muzycznych, których zresztą nigdy u siebie nie zauważał. Zewnętrzny świat jednostki jawi się w utworze poprzez działanie, jakie ma miejsce w toku interakcji z tym światem, a także w wyniku komunikacji z drugim człowiekiem (wers o człowieku napotkanym przypadkowo na przystanku, który "nie wie, że przez chwilę był poetą"). Sam artysta, w wywiadzie z 1995 roku, udzielonemu Krzysztofowi Gajdzie, stwierdził, że piosenka "opowiada o moim prawdziwym miejscu, miejscu outsidera, tak jak je definiuję w świecie i życiu". 